# La Cité de la Mer
Ne doit pas être confondu avec Palais de la Mer.
Pour les articles homonymes, voir Cité de la mer.
 (décembre 2013).
La Cité de la Mer est un parc scientifique et ludique, inauguré le 29 avril 2002 et situé à Cherbourg-en-Cotentin, consacré à l'exploration sous-marine et à la découverte des grandes profondeurs, complété en 2012 par un nouvel espace Titanic, retour à Cherbourg.
Elle a pris place dans l'ancienne gare transatlantique Art déco inaugurée en 1933.
La Cité de la Mer relève de la communauté d'agglomération du Cotentin, qui a notamment financé ses derniers travaux de modernisation dont ceux la grande halle de la gare maritime transatlantique.

## Historique

### La gare maritime

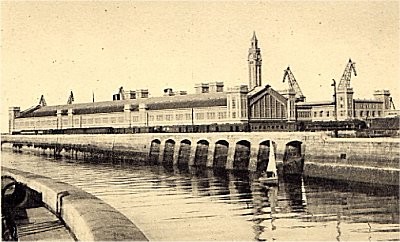
La gare maritime, en 1933.

L'ancienne gare maritime transatlantique est le plus grand monument français de style art déco. Elle a été construite par René Levavasseur à partir de 1928, en collaboration avec les ingénieurs Chalos et Fleury, en béton armé, briques claires et pierres de béton imitant le granit. Surnommée Notre-Dame des Queens, en référence aux paquebots de la Cunard Line, elle a été inaugurée le 30 juillet 1933 par le président de la République Albert Lebrun.
L'ensemble était composé du hall des trains de 240 m, et du hall des transatlantiques — surmonté d'un campanile de 70 m — (avec salle des pas perdus, bureaux des compagnies, boutiques, etc.) et de la galerie couverte d'embarquement. Quatre trains et deux paquebots pouvaient être accueillis simultanément. Elle est dynamitée par les Allemands dans la nuit du 23 juin 1944, partiellement reconstruite à partir de 1948 avant d'être réinaugurée en 1952 en présence d'Antoine Pinay.
Abandonnée dans les années 1970, la gare maritime transatlantique est partiellement démolie, avant d'être inscrite au titre des monuments historiques en 1989 puis en 2000.

### La Cité de la Mer

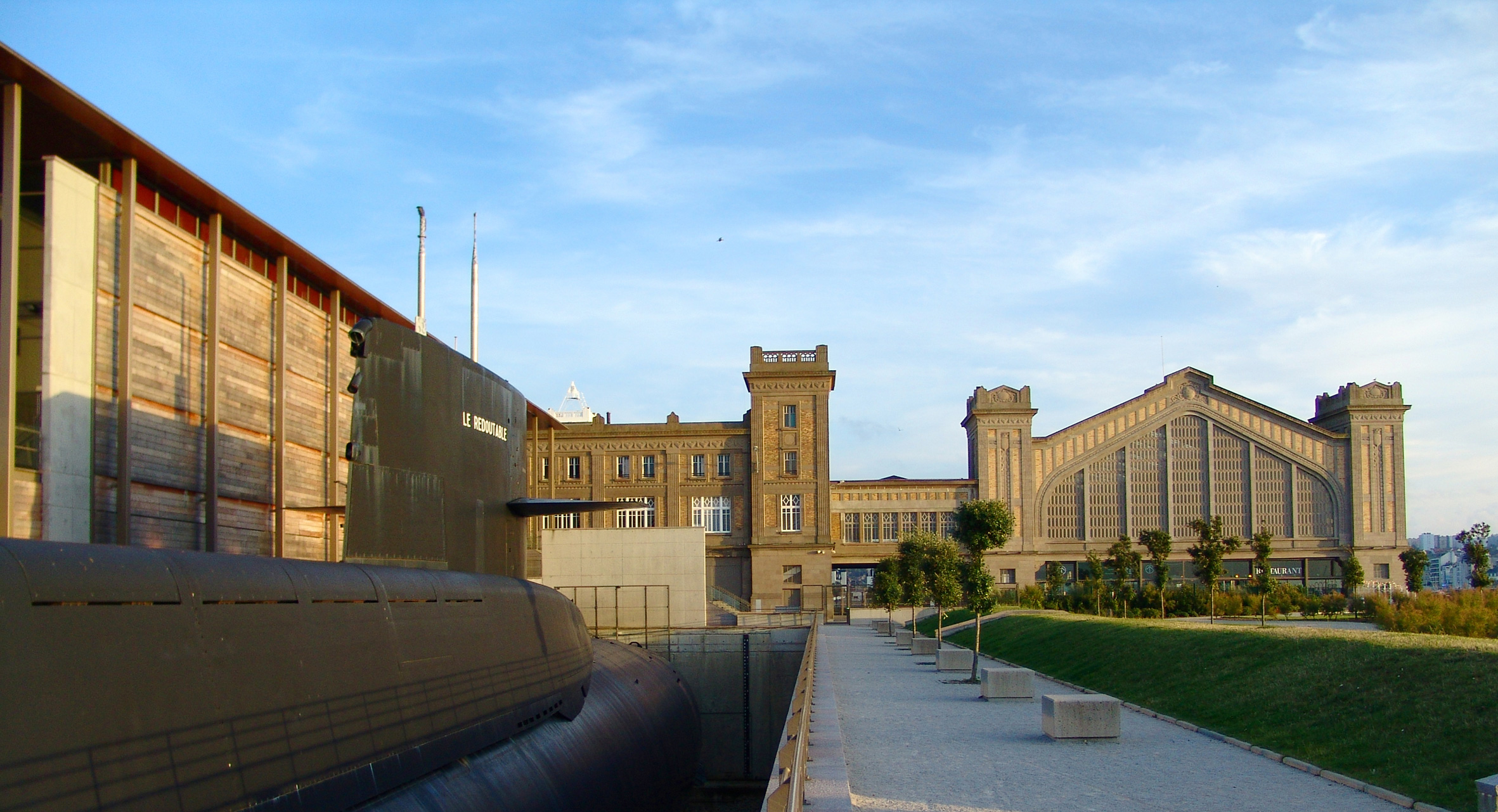
Le sous-marin nucléaire Le Redoutable et la façade nord de la gare maritime.

L'idée d'un musée autour du Redoutable, premier sous-marin nucléaire français, date du lancement du démantèlement de celui-ci, à la fin des années 1980. Le président de la communauté urbaine de Cherbourg (CUC), et par ailleurs ministre du Tourisme, Olivier Stirn, lance une étude pour la conception d'un tel musée, mais l'ampleur décourage les élus. Cependant, quelques associations actives réussissent à ce que soit inscrit en 1995 par les conseils municipaux de l'agglomération, le transfert de compétence à la CUC pour la conception, la réalisation et la gestion d'un musée naval, au sein de la gare transatlantique.
Dès lors porté par Bernard Cauvin, président de la CUC, le projet s'inscrit également dans la réhabilitation de l'ancienne gare maritime de René Levavasseur, plus grand monument «art déco» de France, confiée à l'architecte Jean-François Milou.
Célébrant l'ambition maritime de l'agglomération cherbourgeoise, La Cité de la Mer a été un succès dès son ouverture, devenant le second lieu touristique payant le plus visité de la Manche, après l'abbaye du Mont-Saint-Michel. Fin 2012, elle accueille son 2 500 000e visiteur et son 3 000 000e le 5 mai 2015. La barre du 4 000 000e est franchie en septembre 2019.

## Les espaces de La Cité de la Mer

### Titanic, retour à Cherbourg
Titanic, retour à Cherbourg a ouvert ses portes en 2012, soit 100 ans après le naufrage du Titanic et de sa dernière escale continentale en rade de Cherbourg le 10 avril 1912.
281 personnes ont embarqué à bord du Titanic à Cherbourg : 151 passagers en 1re classe ; 28 passagers en 2e classe et 102 passagers en 3e classe.
Implanté dans la salle des bagages et une partie du rez-de-chaussée de la gare maritime transatlantique, ce nouvel espace offre aux visiteurs la possibilité de vivre en différé et en accéléré le voyage du Titanic depuis son escale à Cherbourg le 10 avril 1912 à 18 h 35 jusqu’à la nuit du naufrage le 15 avril au large de Terre-Neuve.
Les visiteurs peuvent ainsi se replonger dans la société d'avant 1914, découvrir — aux travers des témoignages de passagers de 1re, 2e ou 3e classes — les équipements et distractions du paquebot, son organisation spatiale, reflétant la hiérarchie stricte et les discriminations sociales.

### Le Redoutable

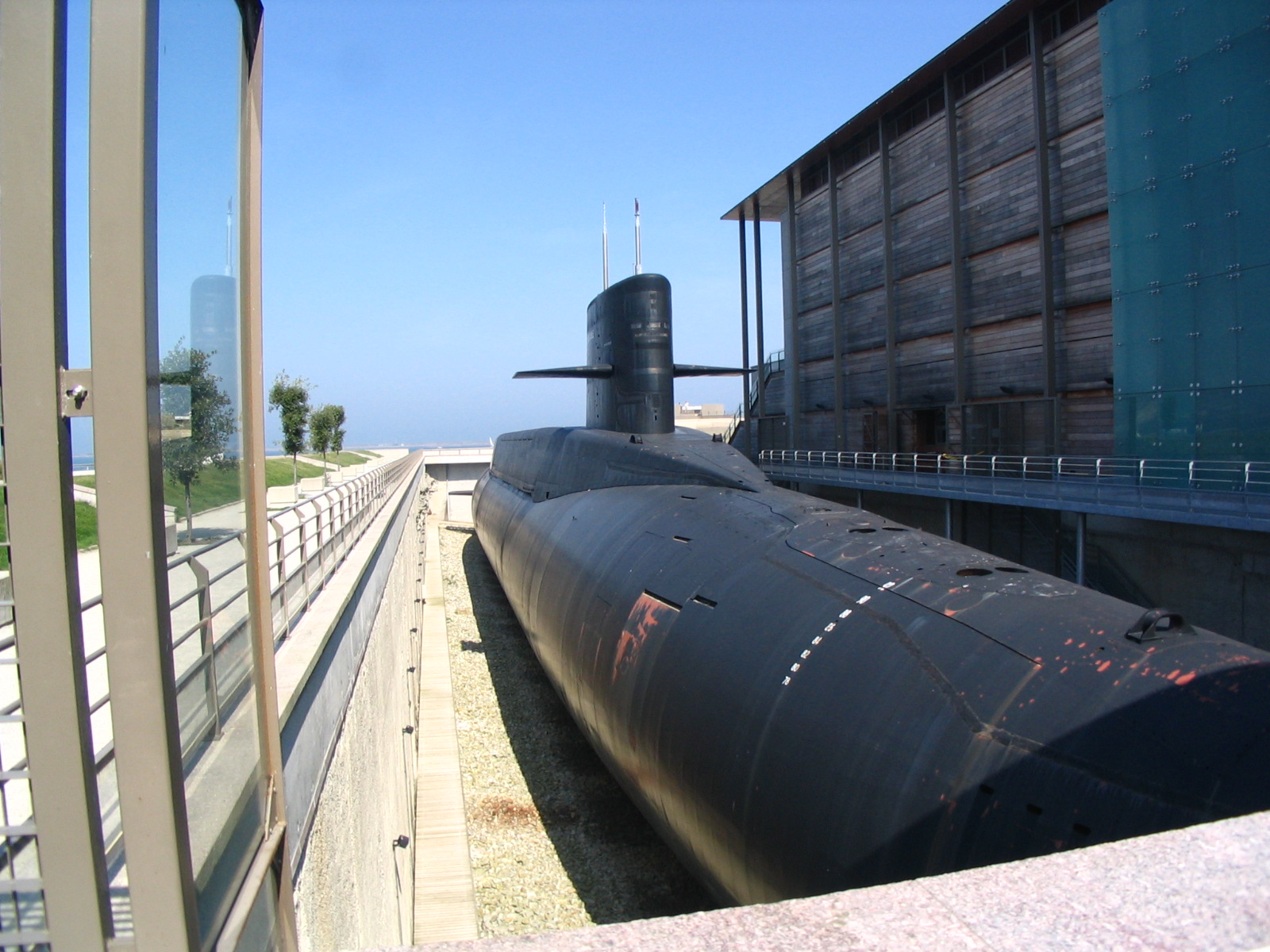
"Le Redoutable".

Le Redoutable est le premier sous-marin nucléaire lanceur d'engins (SNLE) construit par l'arsenal de Cherbourg et lancé en présence du président de la République Charles de Gaulle le 29 mars 1967.
Au service actif entre 1971 et 1985, Le Redoutable a été désarmé en 1991 après 58 patrouilles opérationnelles. Il a rejoint La Cité de la Mer le 4 juillet 2000. Il est le seul sous-marin nucléaire lanceur d'engins visitable.

### Un monde à explorer, les fonds marins

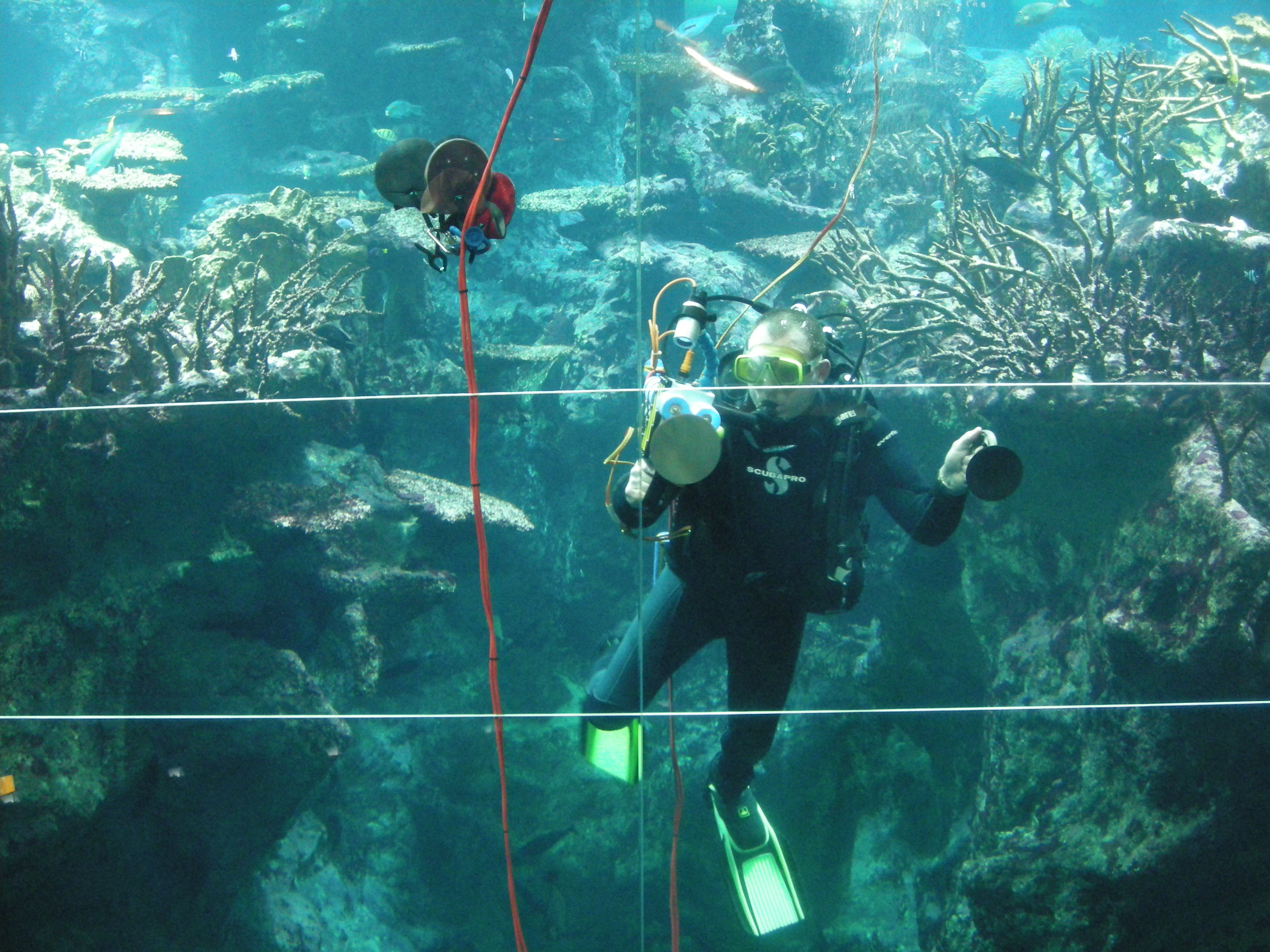
Dans l'aquarium abyssal.

Au sein du pavillon des expositions permanentes, le parcours muséographique permet aux visiteurs de découvrir comment l’homme, tiraillé entre ses peurs de l’inconnu et son goût pour l’aventure, s’est risqué de plus en plus profond sous la surface. Dix-sept aquariums avec plus de mille poissons — dont l’aquarium abyssal, de 10,70 m de profondeur ou le bassin tactile — permettent de voir comment l’homme s’est inspiré du monde animal pour inventer des techniques d’évolution sous-marine.

### La grande galerie des engins et des hommes

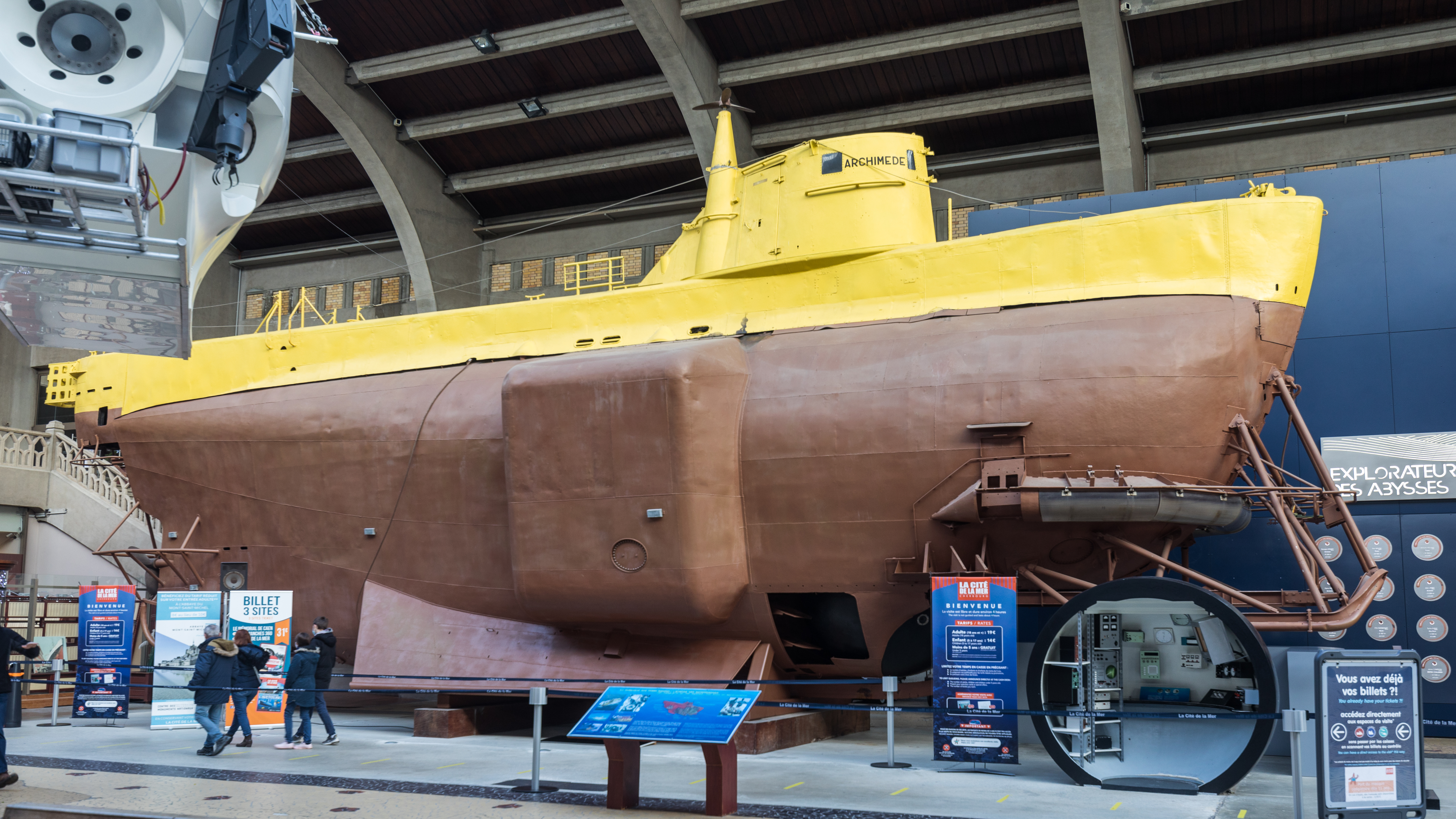
Le bathyscaphe Archimède.

Inaugurée en février 2011, la grande galerie des engins et des hommes présente dans la nef d’accueil (espace en accès libre) une collection unique d’engins sous-marins internationaux (maquettes ou engins mis à disposition) : Alvin, Mir, Nautile, Bathysphère. Elle met également en avant les hommes (ingénieurs, scientifiques, pilotes, etc.) qui ont conçu, testé ou utilisé ces sous-marins habités.
Les visiteurs peuvent ainsi découvrir le bathyscaphe Archimède mis à disposition par le musée national de la Marine. Le 25 juillet 1962, l'Archimède, avec à son bord le commandant O'Byrne, le professeur Sazaki et Henri Germain Delauze, a atteint, dans la fosse des Kouriles, la profondeur de 9 545 mètres.
Sont également visibles deux sous-marins industriels de la Comex : le sous-marin humide Total Sub et le sous-marin biplace Globule. Sur les cinq sous-marins offerts par la Comex en 2007, deux sont en réfection tandis que le sous-marin d’observation monoplace Remora a pris place, au sein du pavillon des expositions permanentes, dans un espace consacré à l'entreprise et à Henri Germain Delauze, pionnier des grandes profondeurs.
En 2004, Cherbourg est reconnu par les États-Unis comme l'unique site étranger conservant la mémoire de la guerre de Sécession[réf. souhaitée]. En 1864, un combat naval opposa le bateau sudiste CSS Alabama et l'USS Kearsarge au large de Cherbourg. Le canon remonté de l'épave du CSS Alabama est exposé dans la nef d'accueil de La Cité de la Mer.

### « On a marché sous la Mer »
Depuis avril 2008, une attraction propose une visite virtuelle des fonds abyssaux, On a marché sous la mer, un voyage aux côtés du « capitaine Glass », à la découverte d'oasis et de créatures sous-marines. L'attraction a fermé en 2020.

### La médiathèque
Située dans la nef d’accueil, la médiathèque est en accès libre. Sa vocation est d'être un centre de ressources documentaires thématiques à destination du grand public, enfants et adultes.
Elle met à disposition plus de 3 120 livres en français et en anglais, 18 000 articles de revues, 230 DVD sur le monde sous-marin, la gare transatlantique de Cherbourg ou le paquebot Titanic, aussi bien fictions que documentaires.
La médiathèque propose régulièrement des animations et des expositions sur les thématiques en lien avec le parcours de visite.

## Dans la culture populaire
- La Cité de la Mer apparaît dans le film Les Cadors de Julien Guetta, sorti en 2022. Elle sert de décor au récit qui se déroule à Cherbourg, Marie Gillain jouant le rôle d'une guide-conférencière de la Cité de la Mer.

### Sources
- Historique sur le site internet de La Cité de la Mer
- La deuxième vie du « Redoutable », René Moirand, Cols bleus no 2395 10 mai 1997. Disponible sur le site Netmarine.net